# Tichaja Sosna
La Tichaja Sosna (in russo Ти́хая Сосна́?) è un fiume della Russia europea meridionale (oblast' di Voronež e Belgorod), affluente di destra del Don. Il suo nome significa Sosna tranquilla, ed è contrapposto all'altro fiume con questo nome (la Sosna), detta anche Bystraja Sosna (Sosna veloce).
Nasce nella sezione orientale della regione di Belgorod, dalle falde orientali del Rialto centrale russo; attraversa successivamente la parte meridionale del Rialto, mantenendo direzione mediamente nord-orientale toccando, fra le altre, le città di Alekseevka, Birjuč e Ostrogožsk.
La Tichaja Sosna gela in superficie nei mesi più rigidi, mediamente da dicembre a fine marzo/primi di aprile; la portata media è piuttosto ridotta, intorno ai 6 m³/s, ma i valori estremi possono andare da quasi zero nei periodi di magra (inverno) a circa 600 nel periodo di piena, che analogamente a quasi tutti i corsi d'acqua russi coincide con il disgelo primaverile.